# Юліс Мерседес
Юліс Мерседес  (ісп. Yulis Mercedes, нар. 12 листопада 1979) — домініканський тхеквондист, олімпійський медаліст.

## Виступи на Олімпіадах
| Олімпіада  | Дисципліна | Місце |
| ---------- | ---------- | ----- |
| Афіни 2004 | до 58 кг   | 5T    |
| Пекін 2008 | до 58 кг   | 2     |